# Дейвид Гудинг
Проф. д-р Дейвид Гудинг (на английски: David Gooding) е английски преподавател, професор в университета Куин в Белфаст, теолог и писател на произведения за изследване на религията.

## Биография и творчество
Дейвид Уилоуби Гудинг е роден на 16 септември 1925 г. в Ипсуич, Англия. Най-малкото от шестте деца в семейството. Майка му умира когато е 9-годишен и той помага много на баща си. След Втората световна война учи класическа филология в Тринити Колидж на Кеймбриджкия университет. Получава докторска степен с дисертация за версията на Септуагинта на „Второзаконие“.
След дипломирането си, в периода 1947 – 1954 г. е назначен за специализация в група изучаваща древни ръкописи в университета в Дърам. В периода 1959 – 1979 г. е преподавател в университета Куин в Белфаст. През 1979 г. е назначен за професор по гръцкия Стар завет и за професор по Нов завет през 1983 г. Пенсионира се през 1986 г. През 1977 г. е избран е за член на Кралската ирландска академия.
Автор е на академични монографии и статии, свързани със „Септуагинта“. Публикува множество коментари в Библията, апологетически произведения и книги за Новия завет и използването на Стария завет в Новия. Книгите му са преведени на над двадесет и пет езика по света.
През 1989 г. започва да си сътрудничи с проф. д-р Джон Ленокс. Заедно участват в писането на статии в защита и насърчаване на християнството в страните от бившия Съветски съюз.
Той е активен член на Евангелското събрание в Белфаст и пътува на много места изнасяйки библейски беседи и лекции по голямо разнообразие от книги и теми.
Дейвид Гудинг умира на 30 август 2019 г. в Белфаст.

## Произведения
- Recensions of the Septuagint Pentateuch (1955)
- According to Luke (1987)
Вестта на Евангелието от Лука, изд. „Нов човек“, София (2007), прев. Венцеслава Узунова
- Unfettered Faith: Promotion of Spiritual Freedom (1987)
Освободената вяра: По-голяма духовна свобода, изд. „Нов човек“, София (1995), прев. Никола Атанасов
- An Unshakeable Kingdom (1989)
Непоклатимото царство: Коментар на Посланието към евреите, изд. „Нов човек“, София (1995), прев. Цветана Барекова
- The Bible – Myth or Truth? (1992)
Библията – мит или истина?, изд. „Нов човек“, София (1994), прев. Вениамин Пеев, изд. „Верен“ (2003), прев. Юлиана Балканджиева
- True to the Faith (1995)
- Christianity Opium or Truth? (1997) – с проф. д-р Джон Ленокс
Християнството – опиум или истина?, изд. „Нов човек“, София (2004), прев. Венцеслава Узунова
- In the School of Christ (2001)
В училището на Христос, изд. „Нов човек“, София (2000), прев. Екатерина Абаджиева
- Windows on Paradise (2001)
Прозорец към рая, изд. „Нов човек“, София (2012), прев.
- Key Bible Concepts (2001) – с проф. д-р Джон Ленокс
Ключови библейски понятия, изд. „Нов човек“, София (2004), прев. Венцеслава Узунова
- The Definition of Christianity (2001) – с проф. д-р Джон Ленокс
Дефиниция на християнството, изд. „Нов човек“, София (2004), прев. Венцеслава Узунова
- The Riches of Divine Wisdom: The New Testament's Use of the Old Testament (2013)

### Серия „Търсенето на реалност и значимост“ (The Quest for Reality and Significance) – с проф. д-р Джон Ленокс
1. Being Truly Human: The Limits of Our Worth, Power, Freedom and Destiny (2018)
2. Finding Ultimate Reality: In Search of the Best Answers to the Biggest Questions (2018)
3. Questioning Our Knowledge: Can We Know What We Need to Know? (2019)
4. Doing What’s Right: The Limits of Our Worth, Power, Freedom and Destiny (2019)
5. Claiming to Answer: How One Person Became the Response to Our Deepest Questions (2019)
6. Suffering Life’s Pain: Facing the Problems of Moral and Natural Evil (2019)